# Ribonukleozid
Ribonukleozid je tip nukleozida koji sadrži šećer ribozu.

## Primeri
Primeri ribonuklezida su:
- Adenozin
- Guanozin
- Uridin
- Citidin